# Bế Văn Đàn (xã)
Bế Văn Đàn là một xã thuộc tỉnh Cao Bằng, Việt Nam.

## Địa lý
Xã Bế Văn Đàn nằm ở phía bắc huyện Quảng Hòa, có vị trí địa lý:
- Phía đông giáp Trung Quốc và huyện Hạ Lang
- Phía tây giáp xã Chí Thảo và xã Cách Linh
- Phía nam giáp xã Cách Linh
- Phía bắc giáp huyện Hạ Lang và xã Cai Bộ.

Xã Bế Văn Đàn có diện tích 42,11 km², dân số năm 2019 là 2.546 người, mật độ dân số đạt 60 người/km².
Trên địa bàn xã Bế Văn Đàn có một số ngọn núi như Lũng Phia, Pác Mơ.
Sông Bắc Vọng cùng suối Khuổi Kheng chảy trên địa phận của xã.

## Lịch sử
Địa bàn xã Bế Văn Đàn hiện nay trước đây vốn là xã Triệu Ẩu và một phần xã Hồng Đại thuộc huyện Phục Hòa.
Ngày 9 tháng 9 năm 2019, Hội đồng Nhân dân tỉnh Cao Bằng ban hành Nghị quyết số 27/NQ-HĐND về việc sáp nhập một số xóm thuộc hai xã Hồng Đại và Triệu Ẩu.
Trước khi sáp nhập, xã Triệu Ẩu có diện tích 36,21 km², dân số là 1.788 người, mật độ dân số đạt 49 người/km², có 8 xóm: Bản Buống, Bản Co, Bắc Vọng, Khuổi Rung, Lũng Khún, Nà Sao, Nà Lòa, Phia Chiếu. Xã Hồng Đại có diện tích 19,40 km², dân số là 2.003 người, mật độ dân số đạt 103 người/km², có 5 xóm: Bắc Hồng I, Bắc Hồng II, Liên Hồng, Nam Hồng, Nà Suối.
Ngày 10 tháng 1 năm 2020, Ủy ban Thường vụ Quốc hội ban hành Nghị quyết số 864/NQ-UBTVQH14 về việc sắp xếp các đơn vị hành chính cấp huyện, cấp xã thuộc tỉnh Cao Bằng (nghị quyết có hiệu lực từ ngày 1 tháng 2 năm 2020). Theo đó, sáp nhập 5,90 km² diện tích tự nhiên và 758 người của xã Hồng Đại vào xã Triệu Ẩu thành xã Bế Văn Đàn.
Sau khi thành lập, xã Bế Văn Đàn có diện tích 42,11 km², dân số là 2.546 người.
Ngày 1 tháng 3 năm 2020, huyện Phục Hòa giải thể để tái lập huyện Quảng Hòa. Xã Bế Văn Đàn thuộc huyện Quảng Hòa như hiện nay.